# Будуани, Лоран
Лоран Будуани (англ. Laurent Boudouani; род. 29 декабря 1966, Салланш) — французский боксёр-профессионал, выступавший во второй средней весовой категории. Серебряный призёр Олимпийских игр 1988 года. Чемпиона Европы (EBU 1992—1993, 1995—1996). Чемпион мира во втором среднем весе (по версии WBA, 1996—1999 года.)

## Любительская карьера
Лоуран провёл успешную любительскую карьеру. Представлял Францию на Олимпийских играх 1988 года, где завоевал серебряную медаль.
- 1-й раунд прошёл автоматически
- Победил Имре Бакскаи (Венгрия) 4-1
- Победил Даррена Обаха (Австралия) 5-0
- Победил Сонг Куюнг-Супа (Южная Корея) 3-2
- Победил Кеннета Голда (США) 4-1
- Проиграл Роберту Вангила (Кения) KO 2 раунд

## Профессиональная карьера
На профессиональном ринге Будуани дебютировал в апреле 1989 года в полусредней весовой категории. Досрочно побеждал всех своих соперников, и в июле 1991 года в своём 16 поединке неожиданно проиграл нокаутом американцу, Гилберту Баптисту.
В ноябре 1992 года Лоран нокаутировал опытного соотечественника, Жан-Клода Фонтану (28-2), и завоевал титул чемпиона Европы EBU. Через год, в третьей защите титула, потерпел второе досрочное поражение, и уступил Европейский титул соотечественнику, Бернарду Раццано (14-5-1).
В январе 1995 года снова завоевал титул чемпиона Европы, нокаутировав в 9-м раунде испанца, Хавьера Кастильехо (36-2). Через год снова встретился с Кастильехо, и победил его по очкам.
В августе 1996 года нокаутировал опытного мексиканского боксёра, Хулио Сезара Васкеса, и завоевал титул чемпиона мира по версии WBA во втором полусреднем весе.
В феврале 1998 года Будуани встретился с панамским нокаутёром, Гильермо Джонсом (22-1). Поединок завершился вничью. В реванше Будуани победил раздельным решением судей.
В следующем поединке, 30 ноября 1998 года нокаутировал бывшего чемпиона мира, Терри Норриса.
В марте 1999 года проиграл по очкам последний поединок на профессиональном ринге олимпийскому чемпиону Дэвиду Риду.